# Pantanal
Pantanal (phát âm tiếng Bồ Đào Nha: [pɐ̃taˈnaw]) là khu vực tự nhiên chứa vùng đất ngập nước nhiệt đới lớn nhất thế giới. Nó nằm chủ yếu tại tiểu bang Mato Grosso do Sul, Brasil nhưng kéo dài qua cả bang Mato Grosso và các phần thuộc hai quốc gia láng giềng là Bolivia và Paraguay. Tổng diện tích ước tính từ 140.000 và 195.000 kilômét vuông (54.000 và 75.000 dặm vuông Anh) với nhiều tiểu vùng sinh thái khác nhau, mỗi tiểu vùng lại có chế độ thủy văn, địa chất và hệ sinh thái đặc trưng riêng biệt, 12 trong số đó vẫn chưa được xác định.
Khoảng 80% vùng đồng bằng ngập nước Pantanal bị nhấn chìm trong mùa mưa, nuôi dưỡng các loài thủy sinh đa dạng về mặt sinh học và giúp hỗ trợ một loạt các loài động vật hoang dã. Cái tên "Pantanal" xuất phát từ pântano trong tiếng Bồ Đào Nha có nghĩa là vùng đất ngập nước, bãi lầy, đầm lầy, vũng lầy. Để so sánh, các cao nguyên Brasil được gọi là planalto theo nghĩa đen có nghĩa là cao nguyên, bình nguyên cao.

## Địa lý và thủy văn

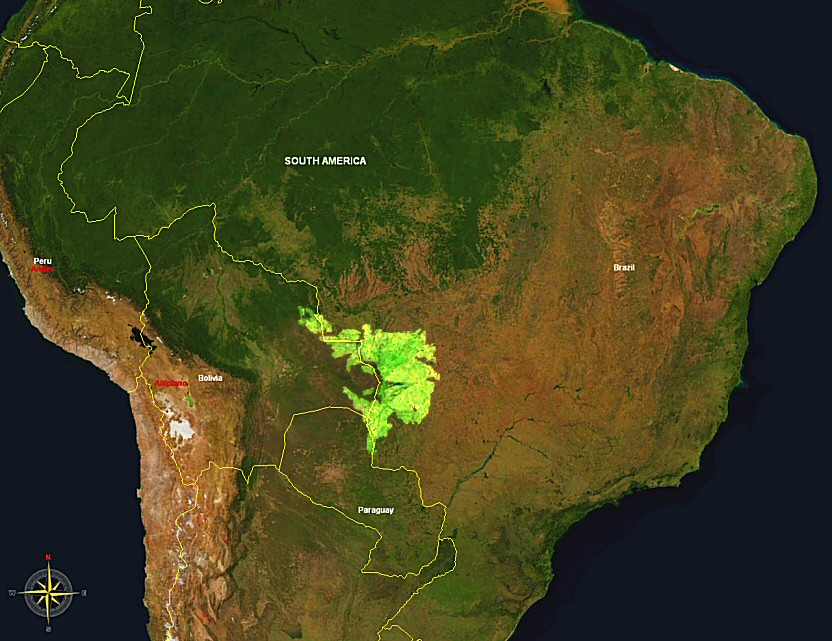
Phạm vi của Pantanal tại Brasil, Bolivia và Paraguay.

Pantanal rộng khoảng từ 140.000–160.000 km2 (54.000–62.000 dặm vuông Anh), là một lưu vực dốc nhẹ nhận dòng chảy từ các khu vực vùng cao của cao nguyên Mato Grosso và từ từ thoát nước ra sông Paraguay cùng các phụ lưu của nó. Khu vực này được hình thành có liên quan đến kiến tạo sơn Andes vào phân đại Đệ Tam. Nó tạo thành một đồng bằng sông nội địa khổng lồ, trong đó một số dòng sông chảy từ cao nguyên xung quanh hợp nhất tại đây, lắng đọng trầm tích qua nhiều năm để tạo thành vùng trầm tích ngập nước khổng lồ. Khu vực này cũng là một trong những vùng riêng biệt của khu vực bình nguyên Parana-Paraguay lớn hơn có diện tích lên tới 1,5 triệu km².
Pantanal được bao bọc bởi rừng khô Chiquitano ở phía tây và tây bắc, rừng Gran Chaco khô ở phía tây nam và Gran Chaco ẩm ướt ở phía nam. Phía bắc, đông và đông nam là savan của Cerrado. Pantanal là vùng nhiệt đới ẩm và khô với nhiệt độ trung bình hàng năm là 21,5 °C và lượng mưa ở mức 1.320 mm mỗi năm. Trong suốt cả năm, nhiệt độ thay đổi khoảng 6.0 °C với tháng ấm nhất là tháng 11 (với nhiệt độ trung bình 26 °C) và tháng lạnh nhất là tháng 6 (với nhiệt độ trung bình là 20 °C). Tháng ẩm nhất của nó là tháng 1 (trung bình lượng mưa là 340 mm) và tháng khô nhất là tháng 6 (trung bình lượng mưa là 3 mm).
Hệ sinh thái lũ của Pantanal được xác định bởi ngập lụt theo mùa và lượng hút ẩm. Chúng dịch chuyển giữa các giai đoạn nước ứ đọng và giai đoạn đất khô, khi mực nước ngầm có thể nằm dưới vùng rễ hút nước. Đất có hàm lượng cát cao ở khu vực cao hơn cho đến đất sét và đất phù sa ở khu vực ven sông.
Độ cao của Pantanal dao động từ 80 đến 150 m (260 đến 490 ft) so với mực nước biển. Lượng mưa hàng năm trên lưu vực lũ là từ 1.000 và 1.500 mm (39 và 59 in) với hầu hết lượng mưa xảy ra trong khoảng từ tháng 11 đến tháng 3 năm sau. Lượng mưa trung bình hàng năm dao động từ 920 tới 1.540 mm trong giai đoạn từ năm 1968-2000. Ở phần sông Paraguay của Pantanal, mực nước dao động từ 2-5 mét theo mùa, dao động mực nước ở các phần khác của Pantanal thấp hơn mức này. Nước lũ có xu hướng thoát chậm (2 đến 10 cm (0,79 đến 3,94 in) mỗi giây ) do độ dốc thấp và sức cản lớn tạo ra bởi thảm thực vật dày đặc.
Khi nước sông dâng lên lần đầu tiên tiếp xúc với đất khô trước đó, nước trở nên cạn kiệt oxy khiến môi trường nước bị thiếu oxy. Nhiều vụ cá chết trong tự nhiên xảy ra nếu chúng không có nơi giàu oxy để trú ẩn. Tuy nhiên, lý do cho điều này vẫn chỉ là suy đoán, có thể là do sự phát triển của vi khuẩn sản sinh độc tố trong nước khử oxy chứ không phải là kết quả trực tiếp của việc thiếu oxy khi nước sông dâng lên.

## Hệ sinh thái

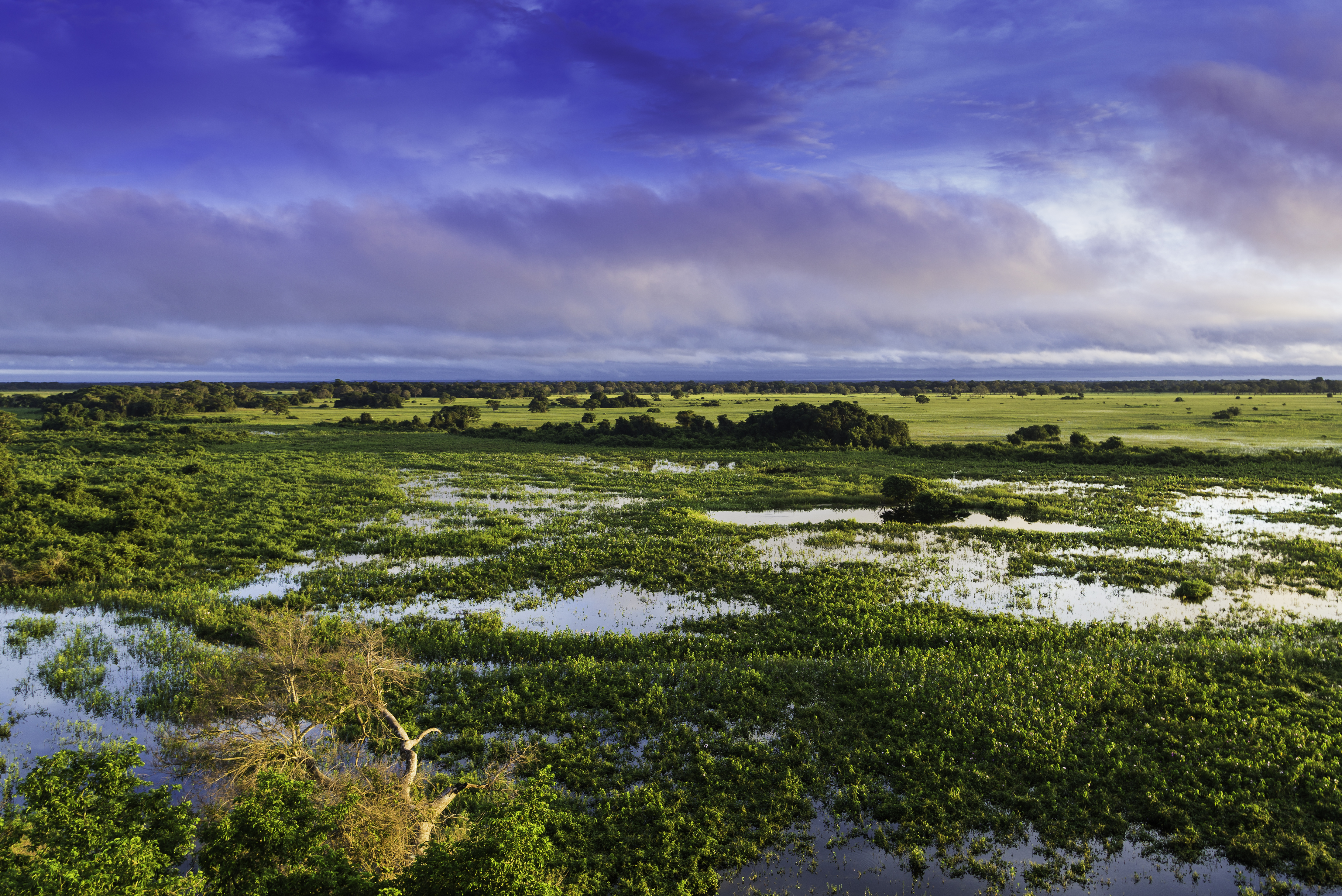
Cảnh quan của Pantanal.

Thảm thực vật của Pantanal, thường được gọi là "hệ thống phức tạp Pantanal" là một tập hợp của các cộng đồng thực vật điển hình của một loạt các khu vực sinh vật xung quanh bao gồm các loài thực vật rừng nhiệt đới Amazon ẩm ướt, thực vật rừng nửa kín đặc trưng của vùng đông bắc Brasil, savan của Cerrado, và thực vật savan Chaco của Bolivia và Paraguay. Rừng thường xuất hiện ở độ cao cao hơn trong khi đồng cỏ bao phủ các khu vực ngập nước theo mùa. Các yếu tố hạn chế chính cho sự tăng trưởng là ngập lụt và quan trọng hơn chính là tình trạng thiếu nước trong mùa khô.
Theo Tổng Công ty Nghiên cứu Nông nghiệp Brasil (Embrapa), Pantanal có khoảng 2.000 loài thực vật khác nhau, nhiều loài trong số đó là những dược liệu quan trọng.
Về động vật, Pantanal cũng được cho là nhà của 463 loài chim, 269 loài cá, hơn 236 loài động vật có vú, 141 loài bò sát và lưỡng cư, cùng hơn 9.000 loài động vật không xương sống.
Ốc táo được cho là loài chủ chốt trong hệ sinh thái của Pantanal. Khi vùng đất ngập nước bị ngập lụt mỗi năm một lần, cỏ và nhiều loài cây khác sẽ chết và bắt đầu phân hủy. Trong quá trình này, các vi khuẩn phân hủy làm cạn kiệt oxy của tất cả bãi nước nông khiến nhiều loài không thể sống được. Không giống như các động vật khác, ốc táo có cả mang và phổi, khiến chúng có thể phát triển mạnh ở nước không oxy nơi chúng tái chế các chất dinh dưỡng. Để có được oxy, chúng kéo một ống thở dài xuống mặt nước bơm không khí vào phổi. Khả năng này cho phép chúng tiêu thụ tất cả các dưỡng chất thực vật phân hủy và biến nó thành phân bón dinh dưỡng có sẵn cho các loài thực vật trong khu vực. Bản thân ốc cũng là thức ăn cho nhiều loại động vật khác, đặc biệt là các loài chim.
Trong số những động vật hiếm nhất sống ở vùng đất ngập nước của Pantanal đáng chú ý nhất là hươu đầm lầy Nam Mỹ và rái cá lớn. Pantanal cũng là nhà của một số loài động vật sắp và đang bị đe dọa như vẹt đuôi dài lam tía, đại bàng ẩn sĩ vương miện, sói bờm, chó lông rậm, lợn vòi Nam Mỹ, thú ăn kiến khổng lồ. Các loài phổ biến ở Pantanal bao gồm chuột lang nước, mèo gấm Ocelot, cá sấu Yacare. Theo dữ liệu năm 1996, có tổng cộng 10 triệu cá thể cá sấu Yacare trong khu vực này khiến nó trở thành nơi tập trung nhiều cá sấu nhất trên thế giới. Pantanal là nơi sinh sống của một trong những loài báo lớn nhất và khỏe nhất trên Trái đất, báo đốm.
Có 13 loài diệc và diệc bạch, 6 loài cò quăm và cò thìa, 5 loài bồng chanh sử dụng Pantanal làm nơi sinh sản và kiếm ăn. Có 19 loài vẹt ghi nhận trong Pantanal, trong đó có 5 loài vẹt đuôi dài. Một số loài chim di cư bao gồm Choi choi vàng châu Mỹ, cắt lớn, Bobolink.
Hầu hết các loài cá ăn mùn bã, chủ yếu ăn các hạt mịn từ trầm tích và bề mặt thực vật. Đây là đặc điểm của cá sống ở vùng đồng bằng Nam Mỹ nói chung. Sự di cư của cá giữa các kênh sông và vùng đồng bằng lũ xảy ra theo mùa. Những con cá này có sự thích nghi lớn cho phép chúng sống sót trong vùng đồng bằng ngập nước thiếu oxy. Ngoài cá sấu thì Pantanal còn là nơi trú ẩn của trăn anaconda vàng, thằn lằn Tegu vàng, rùa chân đỏ, cự đà xanh.

## Hình ảnh

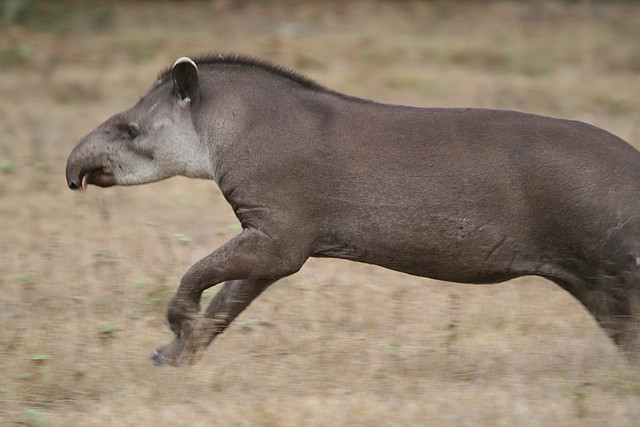
Lợn vòi Nam Mỹ
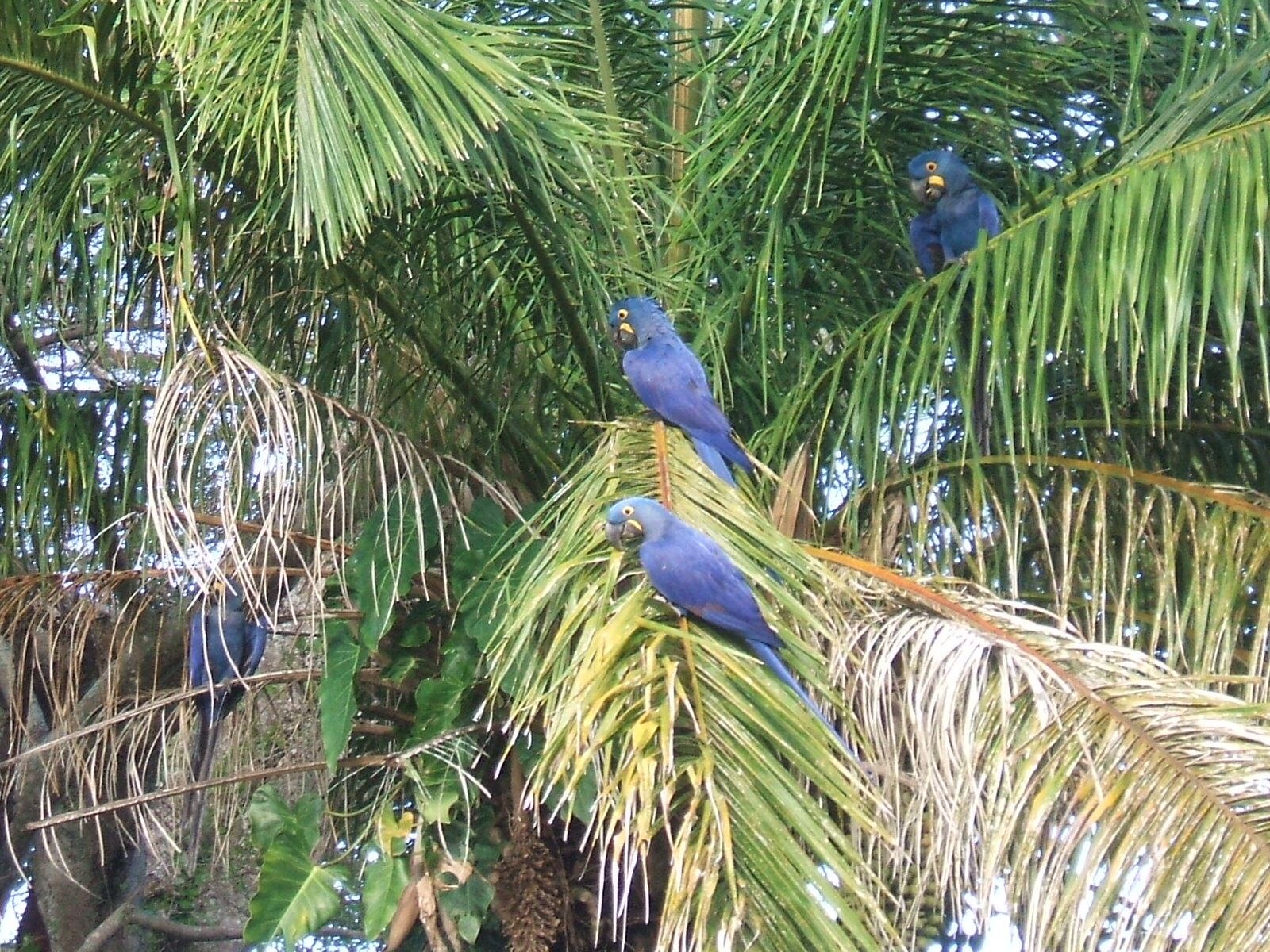
Vẹt đuôi dài
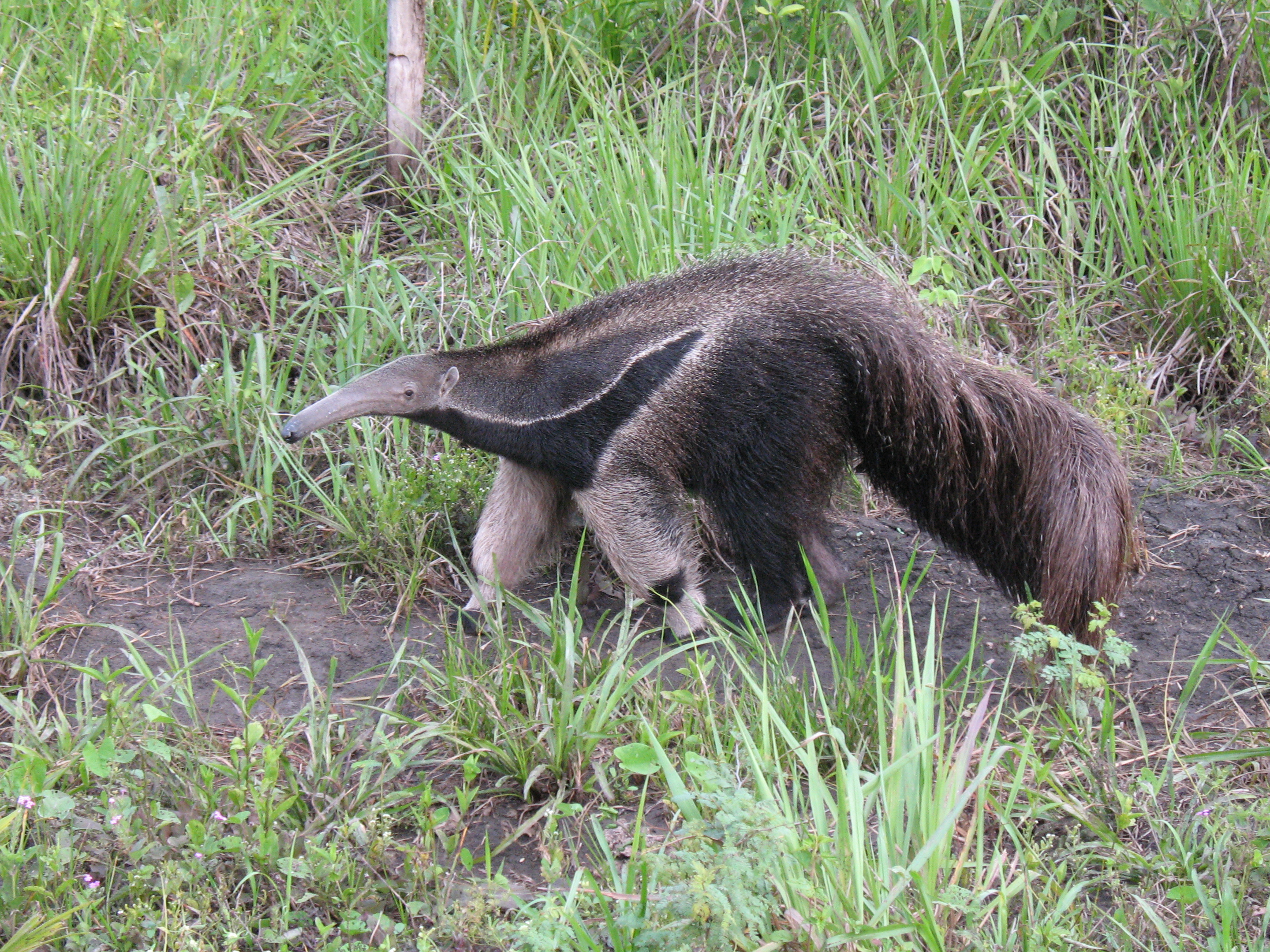
Thú ăn kiến khổng lồ
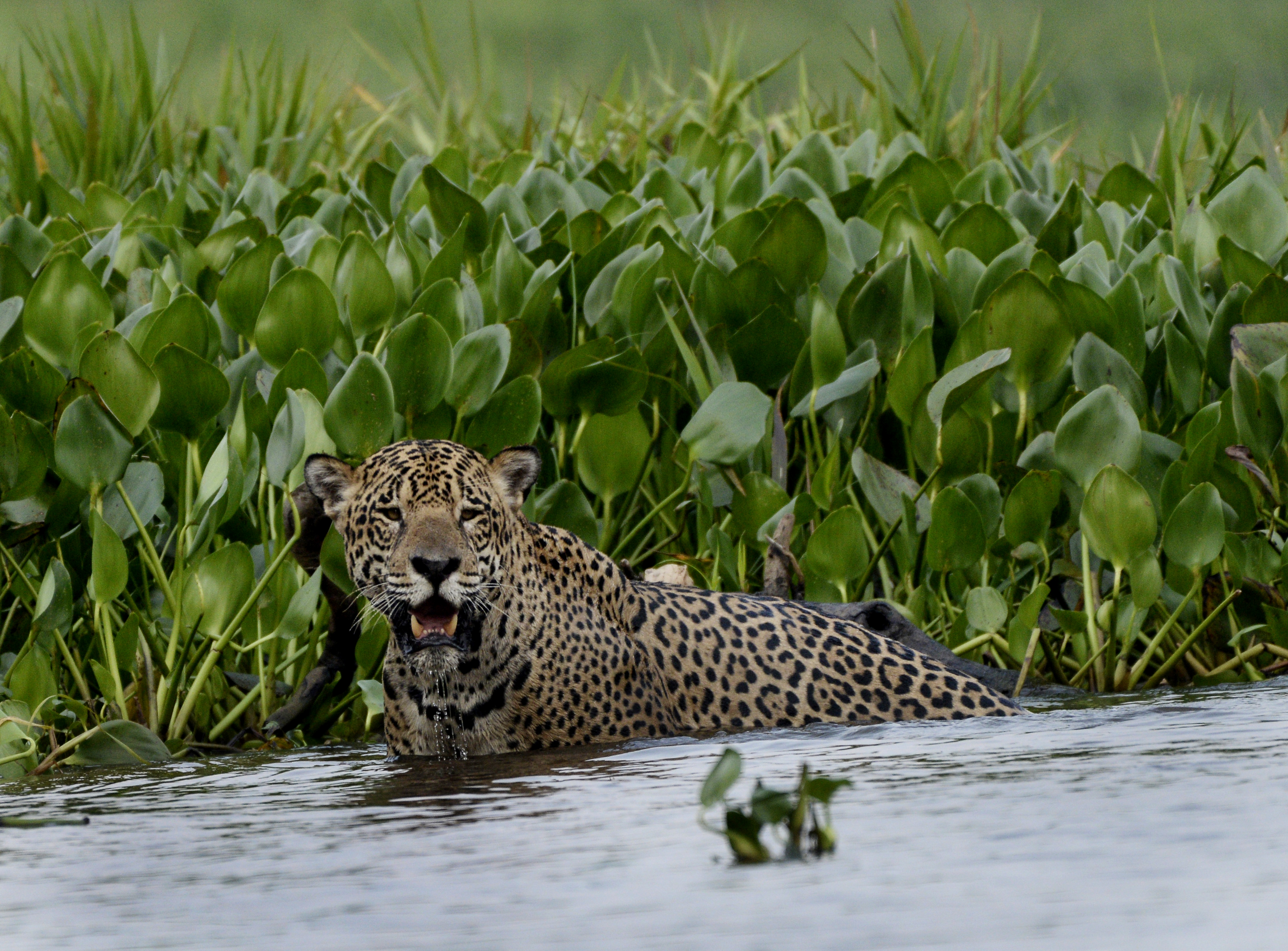
Báo đốm Nam Mỹ
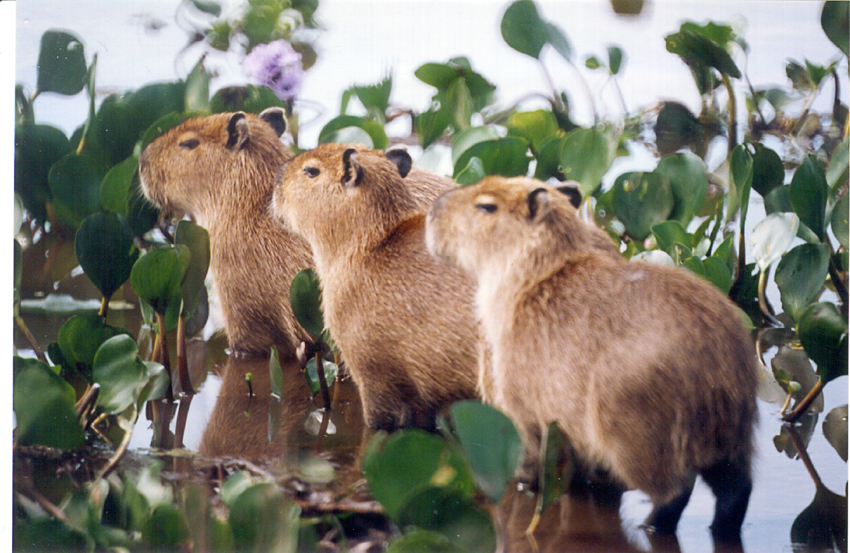
Chuột lang nước
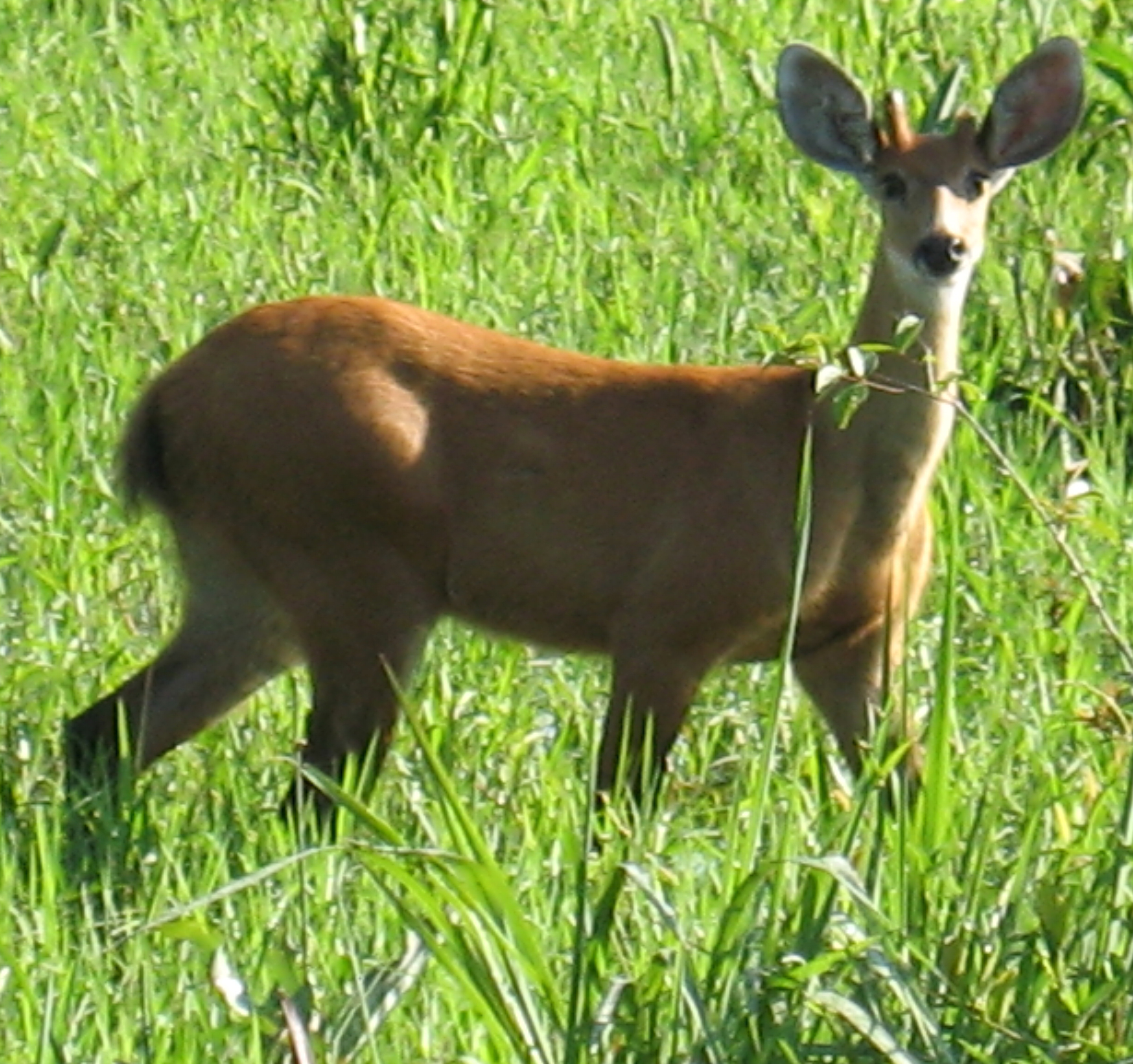
Hươu đầm lầy Nam Mỹ
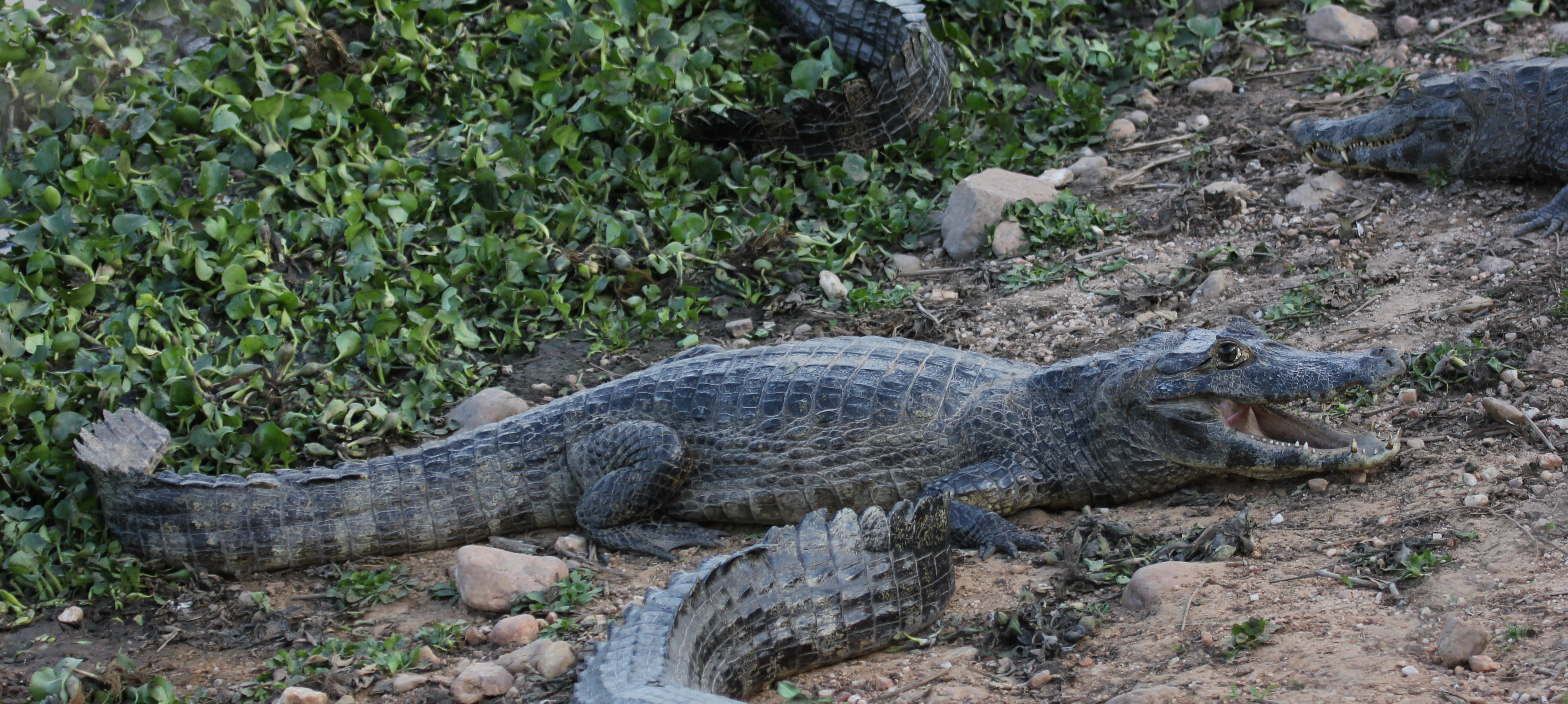
Cá sấu Yacare
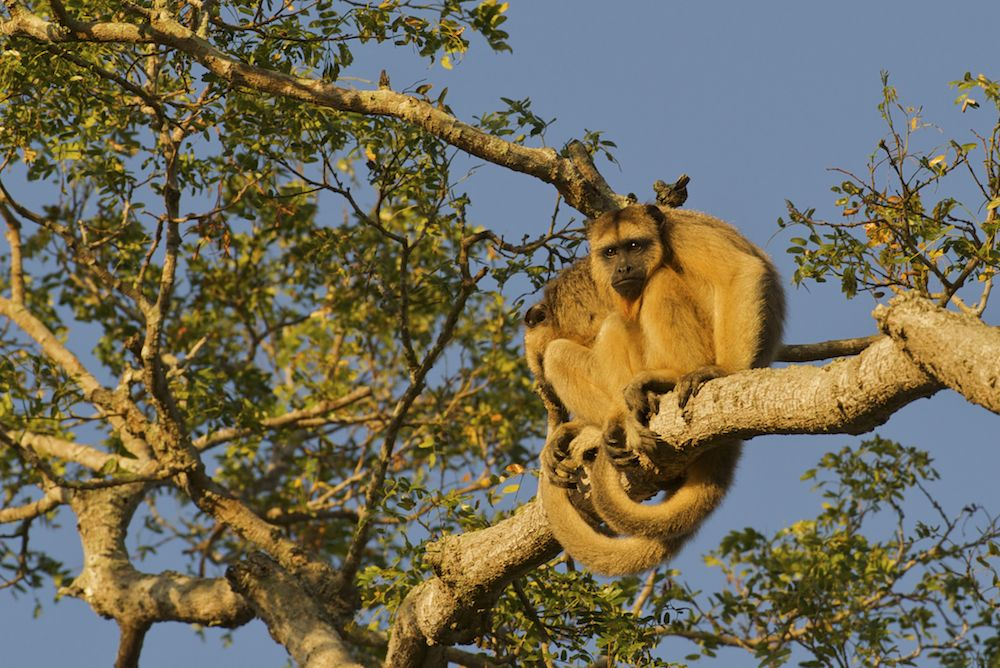
Khỉ rú đeen
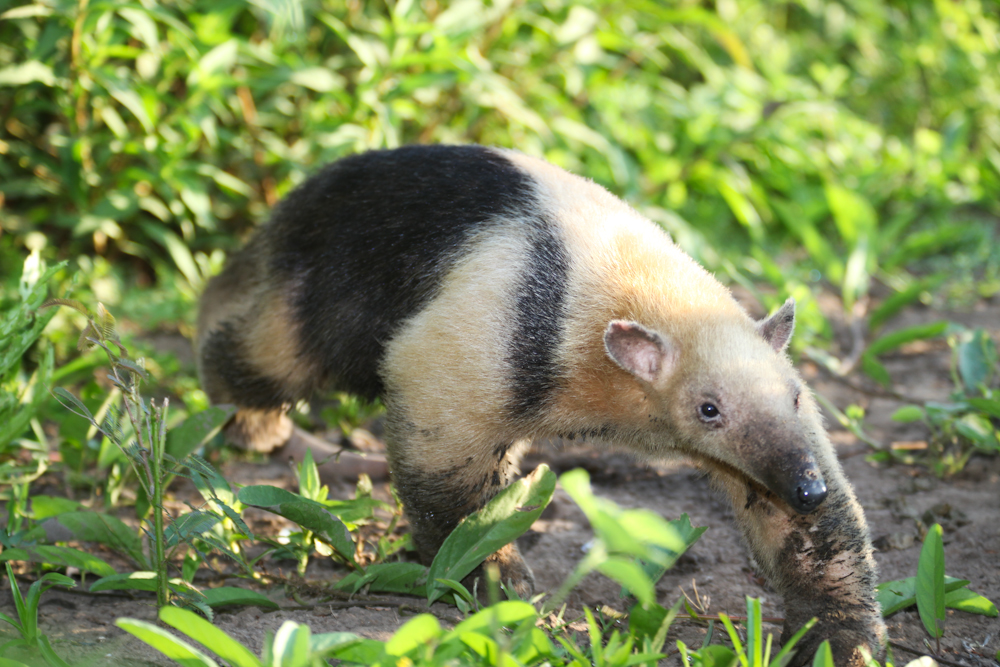
Thú ăn kiến lớn phương Nam
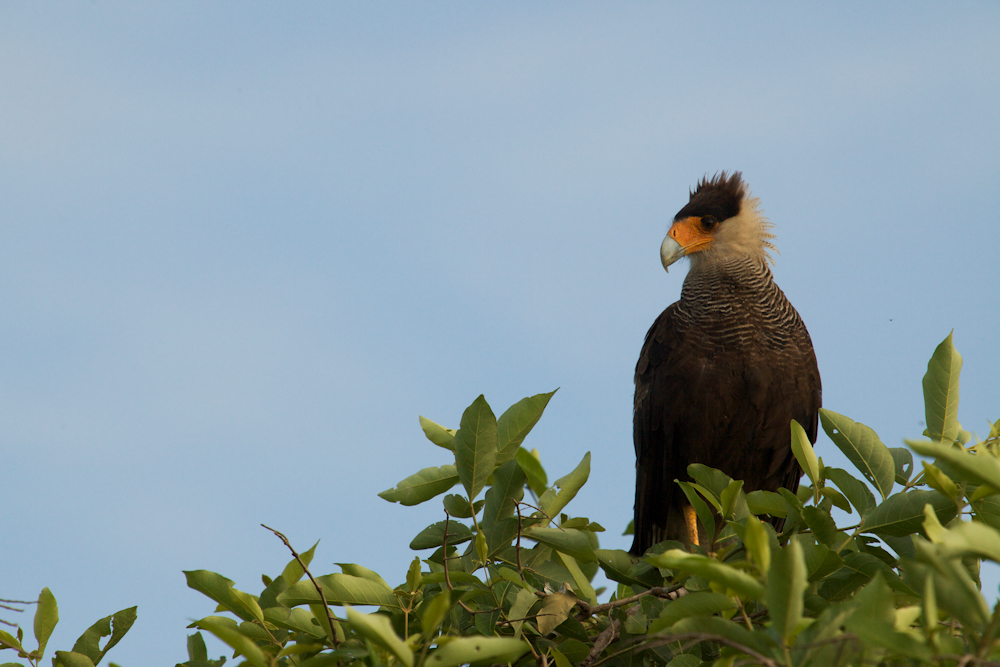
Chim Caracara đầu mào phương Nam
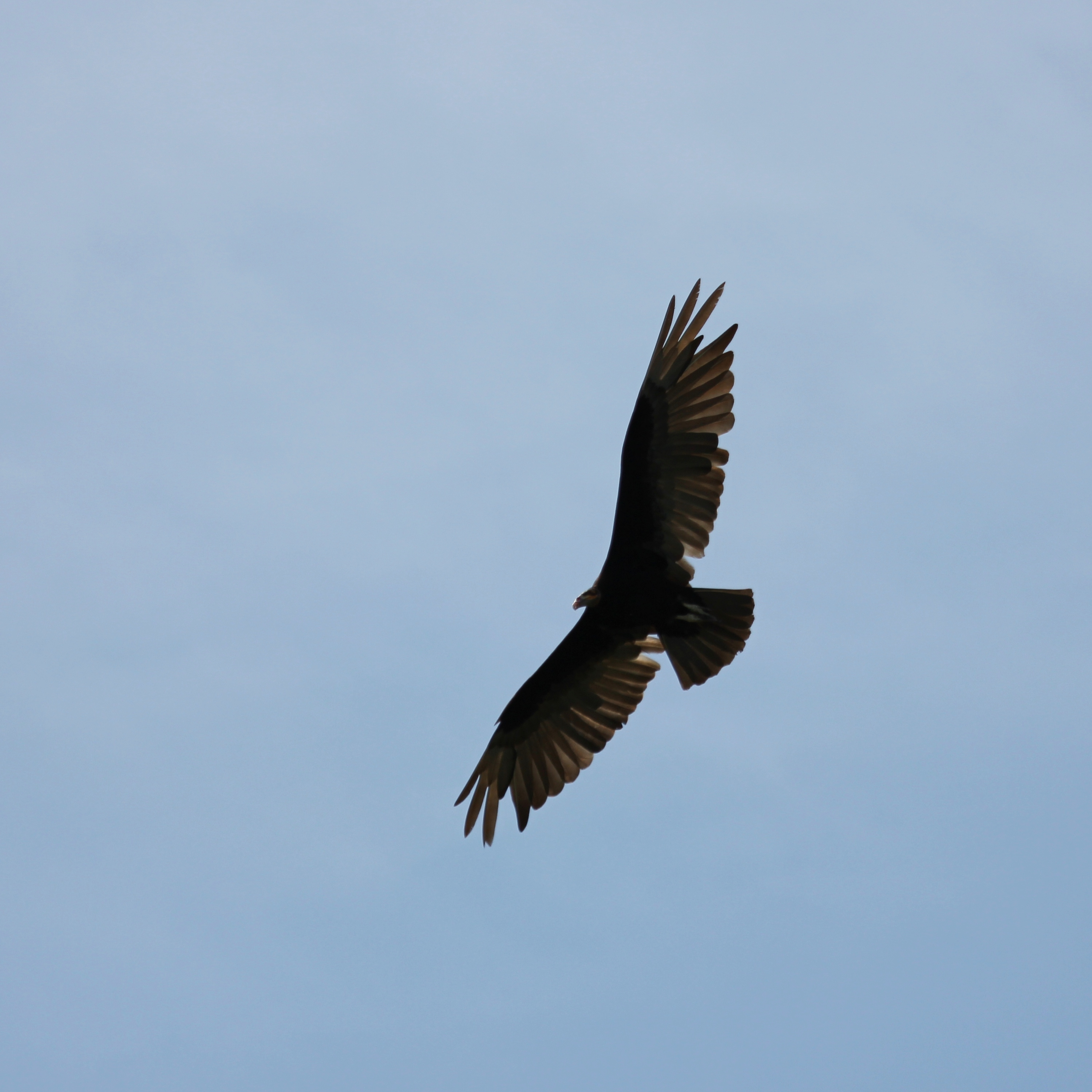
Kền kền nhỏ đầu vàng.